# Grabagan (Kradenan)
Grabagan is een bestuurslaag in het regentschap Grobogan van de provincie Midden-Java, Indonesië. Grabagan telt 3701 inwoners (volkstelling 2010).